# Bundesregierung Klaus I
Die österreichische Bundesregierung Klaus I wurde von ÖVP und SPÖ ohne vorherige Nationalratswahl vereinbart, weil die ÖVP den ihr angehörenden Bundeskanzler auswechseln wollte; Alfons Gorbach wurde durch Josef Klaus abgelöst. Bundespräsident Adolf Schärf ernannte das Kabinett am 2. April 1964. Die große Koalition wies allerdings nach 19-jährigem Bestehen starke Abnützungserscheinungen auf, weshalb die Regierung am 25. Oktober 1965 zurücktrat und Neuwahlen vorbereitete. Sie wurde von Bundespräsident Franz Jonas mit der Fortführung der Geschäfte betraut; diese endete nach der Nationalratswahl 1966 mit 19. April 1966.
Das Kabinett Klaus I war die bisher letzte Große Koalition unter Führung der ÖVP; die erste Große Koalition unter Führung der SPÖ kam erst 21 Jahre später, 1987, zu Stande. Die im September 1964 erfolgte Entlassung von Innenminister Franz Olah, einem ehemaligen Präsidenten des Gewerkschaftsbundes, aus der Regierung auf Wunsch der SPÖ leitete für diese eine längere Phase heftigen Streits mit Olah und seinen Anhängern ein. Es war die letzte Bundesregierung, in der der Wiederaufbau namensgebendes Element für ein Ministerium war und die bislang letzte, in der keine Frau vertreten war.
| Bundesminister (für)                | Amtsinhaber                                                              | Partei  | Staatssekretär                              |
| ----------------------------------- | ------------------------------------------------------------------------ | ------- | ------------------------------------------- |
| Bundeskanzleramt                    | Bundeskanzler: Josef Klaus Vizekanzler: Bruno Pittermann                 | ÖVP SPÖ |                                             |
| Inneres                             | Franz Olah (bis 21. September 1964) Hans Czettel (ab 21. September 1964) | SPÖ     | Franz Soronics (ÖVP)                        |
| Justiz                              | Christian Broda                                                          | SPÖ     | Franz Hetzenauer (ÖVP)                      |
| Unterricht                          | Theodor Piffl-Percevic                                                   | ÖVP     |                                             |
| Soziale Verwaltung                  | Anton Proksch                                                            | SPÖ     |                                             |
| Finanzen                            | Wolfgang Schmitz                                                         | ÖVP     |                                             |
| Land- und Forstwirtschaft           | Karl Schleinzer                                                          | ÖVP     |                                             |
| Handel und Wiederaufbau             | Fritz Bock                                                               | ÖVP     | Eduard Weikhart (SPÖ) Vinzenz Kotzina (ÖVP) |
| Verkehr und Elektrizitätswirtschaft | Otto Probst                                                              | SPÖ     |                                             |
| Landesverteidigung                  | Georg Prader                                                             | ÖVP     | Otto Rösch (SPÖ)                            |
| Auswärtige Angelegenheiten          | Bruno Kreisky                                                            | SPÖ     | Carl Heinz Bobleter (ÖVP)                   |